# BLOOD&GUTS
BLOOD&GUTS（ブラッドアンドガッツ）は、日本のプロレス団体、大阪プロレスで活動していたユニット。

## 概要
2008年3月15日の興行でメインイベントで原田大輔＆ゼウス組が勝利。このとき原田はゼウスと組んで正規軍から独立することを表明し、ゼウスは「熱く燃える血と根性」という意味のブラッド＆ガッツというユニット名で活動することを発表。
その1週間後、デビューして初勝利を挙げたタダスケが加入。
5月31日に小峠篤司が加入し、大阪タッグフェスティバル2008には原田＆ゼウス組、タダスケ＆小峠組が出場することになった。両チーム勝ち続け決勝戦で対戦した。原田＆ゼウス組が優勝し、ユニットとしては順調な滑り出しに見えたがそれ以降の正規軍との抗争では負けが続いた。7月26日には8人タッグマッチに敗北し、ブラックバファローに「ゼウス以外はただのガキだ!」と言い放たれ、それからバファローと原田の抗争が始まる。8月23日のシングルマッチでは原田が敗北し、8月31日のIMPホールで負けたらユニット解散という条件でBLOOD&GUTSと正規軍の8人タッグマッチが組まれた。
試合は小峠や原田が捕まる展開が続いたが、最後は原田がバファローを仕留め、解散は免れた。
10月にはタイガースマスク、ブラックバファロー、政宗らが突如ルード転向。これにより正規軍との抗争から一転し、正規軍と共闘する機会が増えた。12月にはルード軍の度重なる反則行為にゼウスが激怒し、突如正規軍との共闘をアピールした。そのゼウスも2009年2月15日にプロボクサー転向に伴い大阪プロレスを退団、大阪タッグフェスティバル2009のヲロチのパートナーとしてタダスケがヒールターンし、ユニットとしての活動は行なわれていない状態にある。

## メンバー
- 原田大輔
- 小峠篤司
- タダスケ
- ゼウス

## 獲得タイトル
- 大阪タッグフェスティバル2008優勝 - 原田大輔&ゼウス